# Gyula Krúdy
Gyula Krúdy (n. 21 octombrie 1878, Nyíregyháza, Ungaria – d. 12 mai 1933, Budapesta, Regatul Ungariei) a fost un scriitor maghiar.